# Muscourt
Muscourt – miejscowość i gmina we Francji, w regionie Hauts-de-France, w departamencie Aisne.
Według danych na styczeń 2014 roku gminę zamieszkiwało 48 osób, a gęstość zaludnienia wynosiła 21,6 osób/km².